# Yasuko Tajima
Yasuko Tajima (n. 8 mai 1981, Kamakura, Japonia) este o actriță ce a reprezentat Japonia, medaliată olimpică. A participat la o ediție a Jocurilor Olimpice (2000) în care a câștigat o medalie de argint.

## Participări
Lista de mai jos prezintă principalele competiții la care a participat Yasuko Tajima de-a lungul carierei.
- swimming at the 2000 Summer Olympics – women's 400 metre individual medley[*]